# Campionati europei di karate 2013
La 48ª edizione dei campionati europei di karate si è svolta nella città ungherese di Budapest dal 9 al 12 maggio 2013.

## Paesi partecipanti
Hanno preso parte alla competizione 497 atleti provenienti da 45 nazioni diverse.
- Albania (4)
- Andorra (1)
- Armenia (2)
- Austria (13)
- Azerbaigian (13)
- Bielorussia (6)
- Belgio (13)
- Bosnia ed Erzegovina (11)
- Bulgaria (1)
- Croazia (25)
- Cipro (4)
- Rep. Ceca (6)
- Danimarca (5)
- Inghilterra (19)
- Finlandia (7)
- Francia (20)
- Georgia (4)
- Germania (20)
- Grecia (12)
- Ungheria (22)
- Islanda (3)
- Irlanda (7)
- Israele (8)
- Italia (15)
- Lettonia (7)
- Lussemburgo (5)
- Macedonia (17)
- Moldavia (1)
- Montenegro (18)
- Paesi Bassi (9)
- Norvegia (5)
- Polonia (11)
- Portogallo (19)
- Romania (15)
- Russia (19)
- Scozia (3)
- Serbia (21)
- Slovacchia (13)
- Slovenia (14)
- Spagna (20)
- Svezia (5)
- Svizzera (3)
- Turchia (25)
- Ucraina (13)
- Galles (3)

## Podi

### Individuale
| Specialità    | Oro                  | Argento                 | Bronzo                            |
| Kata          | Damián Hugo Quintero | Vu Duc Minh Dack        | Luca Valdesi Mehmet Yakan         |
| Kumite -60 kg | Aykut Kaya           | Alexander Heimann       | Georgios Kostouros Kalvis Kalnins |
| Kumite -67 kg | William Rolle        | Ömer Kemaloğlu          | Ádám Kovács Kujtim Bajrami        |
| Kumite -75 kg | Rəfael Ağayev        | René Smaal              | Luigi Busà Serkan Yağcı           |
| Kumite -84 kg | Kenji Grillon        | Michael Georgios Tzanos | Berat Jakupi Gogito Arkania       |
| Kumite +84 kg | Enes Erkan           | Stefano Maniscalco      | Jonathan Horne Nuno Manuel Dias   |

#### Squadre
| Specialità | Oro     | Argento              | Bronzo            |
| Kata       | Spagna  | Germania             | Russia Turchia    |
| Kumite     | Francia | Bosnia ed Erzegovina | Germania Slovenia |

### Donne

#### Individuale
| Specialità    | Oro                 | Argento         | Bronzo                            |
| Kata          | Yaiza Martín Abello | Viviana Bottaro | Sandy Scordo Marija Madžarević    |
| Kumite -50 kg | Alexandra Recchia   | Serap Özçelik   | Evdoxia Kosmidou Selene Guglielmi |
| Kumite -55 kg | Tuba Yenen          | Sara Cardin     | Beatrix Toth Jana Vojtikevicova   |
| Kumite -61 kg | Anita Serogina      | Sanja Cvrkota   | Natalie Williams Bahar Erşeker    |
| Kumite -68 kg | Hafsa Şeyda Burucu  | Alisa Buchinger | Sandra Metzger Marina Rakovic     |
| Kumite +68 kg | Jessica Cargill     | Greta Vitelli   | Laura Pradelli Nikola Bartha      |

### Squadre
| Specialità | Oro     | Argento  | Bronzo            |
| Kata       | Italia  | Germania | Serbia Spagna     |
| Kumite     | Croazia | Francia  | Ungheria Svizzera |

## Medagliere
| Posiz. | Nazione              | Oro | Argento | Bronzo | Totale |
| ------ | -------------------- | --- | ------- | ------ | ------ |
| 1      | Turchia              | 4   | 2       | 4      | 10     |
| 2      | Francia              | 4   | 2       | 1      | 7      |
| 3      | Spagna               | 3   | 0       | 1      | 4      |
| 4      | Italia               | 1   | 4       | 3      | 8      |
| 5      | Svizzera             | 1   | 0       | 2      | 3      |
| 6      | Croazia              | 1   | 0       | 0      | 1      |
| 6      | Ucraina              | 1   | 0       | 0      | 1      |
| 6      | Azerbaigian          | 1   | 0       | 0      | 1      |
| 9      | Germania             | 0   | 3       | 2      | 5      |
| 10     | Serbia               | 0   | 1       | 2      | 3      |
| 10     | Grecia               | 0   | 1       | 2      | 3      |
| 12     | Austria              | 0   | 1       | 0      | 1      |
| 12     | Paesi Bassi          | 0   | 1       | 0      | 1      |
| 12     | Bosnia ed Erzegovina | 0   | 1       | 0      | 1      |
| 15     | Ungheria             | 0   | 0       | 5      | 5      |
| 16     | Macedonia            | 0   | 0       | 1      | 1      |
| 16     | Montenegro           | 0   | 0       | 1      | 1      |
| 16     | Slovenia             | 0   | 0       | 1      | 1      |
| 16     | Belgio               | 0   | 0       | 1      | 1      |
| 16     | Lettonia             | 0   | 0       | 1      | 1      |
| 16     | Russia               | 0   | 0       | 1      | 1      |
| 16     | Slovacchia           | 0   | 0       | 1      | 1      |
| 16     | Inghilterra          | 0   | 0       | 1      | 1      |
| 16     | Georgia              | 0   | 0       | 1      | 1      |
| 16     | Portogallo           | 0   | 0       | 1      | 1      |